# جيك لوغان
جيك لوغان (بالإنجليزية: Jake Logan)‏ هو مصارع محترف أمريكي، ولد في 22 مايو 1993 في الولايات المتحدة.

## روابط خارجية
- جيك لوغان على موقع CageMatch worker (الإنجليزية)
- جيك لوغان على موقع قاعدة بيانات المصارعة على الإنترنت (الإنجليزية)